# Protección de la propiedad intelectual de los videojuegos
La protección de la propiedad intelectual de los videojuegos a través de derechos de autor, patentes y marcas comerciales comparte problemas similares con la propiedad intelectual del software al ser un área relativamente nueva de la ley de propiedad intelectual. La propia industria de los videojuegos, se basa en la naturaleza de reutilizar conceptos de juegos anteriores para crear nuevos estilos de juego, pero está limitada por la clonación directa ilegal o copia de juegos existentes, lo que ha dificultado la definición de protecciones de propiedad intelectual, al no ser un medio fijo.

## Cuestiones relacionadas con la protección de la propiedad intelectual en los videojuegos

### Creación de juegos
Hay muchos aspectos sobre creación de videojuegos que han llevado a que diferentes "partes" del software tengan derechos de autor por separado. Algunas partes de este software, no pueden tener ningún derecho de autor debido a ser de dominio público o tener una licencia de tipo Creative Commons.
Jia Wang, directora adjunta del Centro de Servicios Tecnológicos de la oficina de Tencent en California (EE. UU.), dijo recientemente a la Revista de la OMPI que "un juego es tanto un producto creativo, como técnico, y la propiedad intelectual protege ambos aspectos. Hay mucha propiedad intelectual involucrada en los juegos que desarrollamos, desde los mecanismos técnicos que habilitan y enriquecen la experiencia del usuario, hasta la historia y los héroes que creamos". 
Hay gran cantidad de páginas web que permiten a los creadores usar sus recursos para implementarlos en el juego. El modelo para otorgar acceso y permiso para usar estos activos puede ser distinto dependiendo del sitio web y por lo tanto, haber variaciones, desde tener que realizar un pago por adelantado, hasta requerir una parte de las ganancias (si los activos se usan comercialmente ). Esto no es un problema para las grandes distribuidoras de videojuegos (como EA, Activision o Sony ), pero cuando estas compañías autónomas crean mundos grandes y detallados, la mayoría de los activos que crean, terminan usándose solo una vez. Esto limita el conjunto de recursos/activos de uso público. A menudo, será necesario recrear los activos para crear un nuevo juego (o una secuela de otra empresa o creador), lo cual es una queja extendida entre los desarrolladores de juegos, ya que normalmente cuesta grandes cantidades de dinero crear activos comercialmente viables y dificulta la tarea de producción para los pequeños desarrolladores.

#### Motores de juego
Un motor de juego es un framework que un desarrollador puede utilizar para crear juegos. Consisten en un paquete de software con multitud de componentes, como un motor de renderizado, un motor de audio, un motor de física e inteligencia artificial . Las empresas, crean estos motores con el objetivo de permitir a los desarrolladores (siendo o no de pago) crear juegos. Sin embargo, debido a limitaciones o ciertas peculiaridades de un motor, algunos diseños o tareas pasivas en segundo plano pueden ocurrir de una manera particular para cada juego creado con ese motor. Esta característica particular (independientemente de cuán importante pueda ser para un juego), es esencialmente la misma en todos los juegos creados con ese motor, lo que la coloca fuera del alcance de los derechos de autor. Este razonamiento, también se aplicaría a los juegos creados con el mismo motor que comparten el código fuente — esto no constituiría una copia porque la similitud de los juegos es inherente a las herramientas. Las grandes productoras/editores de videojuegos pueden eludir esta limitación desarrollando motores internos.

#### Relación productores-desarrolladores
Antes, los editores solían ser responsables de financiar los juegos, asumir las pérdidas y, en muchos casos, encargarse de la comercialización. Los costos eran altos, a menudo alcanzando cifras millonarias para los títulos AAA. Sin embargo, con la llegada de Internet y el auge de la cultura independiente, hemos entrado en una nueva era de financiamiento y distribución de juegos.
Plataformas como Kickstarter e Indiegogo permiten a los consumidores interesados contribuir directamente al desarrollo de un juego al comprarlo por adelantado. Los distribuidores digitales como Steam y GOG.com han eliminado la costosa necesidad de producir y distribuir discos físicos de juegos. Estas innovaciones han permitido que la industria se aleje del paradigma en el que los derechos de propiedad intelectual recaían principalmente en los editores en lugar de los desarrolladores. Ahora, los derechos de propiedad intelectual que solían ser exclusivos de los editores pueden compartirse con ellos o pertenecer a los propios desarrolladores o a un vehículo de inversión.

#### Creadores de música, actores de doblaje y otros contribuyentes.
Contribuciones que no se suman directamente al código del juego no estarían protegidas por derechos de autor de obras literarias, pero estos componentes podrían estar cubiertos si se obtiene un copyright audiovisual. En cuanto a los derechos de autoría, la mayoría de los colaboradores son empleados y, por lo tanto, su trabajo se consideraría "obra por encargo", perteneciendo no a ellos, sino a su empleador. La música generalmente no es creada internamente por los desarrolladores de juegos; dado que se contratan terceros, esto puede no resultar en una obra por encargo. Consulta el caso judicial de EE. UU. CCNV v. Reid para comprender el principio de obra por encargo.

### Cómo se juega

#### Limitaciones de hardware
Algunos elementos de un juego sujetos a derechos de autor pueden estar limitados por el hardware. Por ejemplo, el clásico juego Space Invaders, que originalmente se jugaba como un juego de arcade, se volvía más rápido a medida que el jugador mataba a más alienígenas en pantalla, lo que liberaba recursos del sistema. 

#### Uso por parte del usuario
El uso del juego en cuestión por parte del usuario, es un componente esencial de los videojuegos, que son medios interactivos . Aunque es posible que esto no cambie los derechos de propiedad intelectual en el código base del juego, algunos desarrolladores/editores pueden restringir los derechos de los jugadores para transmitir y compartir su experiencia en el juego. 

## Derechos de autor / Copyright
El copyright es una protección de la propiedad intelectual que otorga derechos exclusivos al autor o autores de una obra creativa. Un videojuego puede estar protegido como una obra creativa. Ya sea que una obra esté protegida por derechos de autor y la duración de los mismos pueden variar entre países, y también pueden estar limitados por excepciones específicas de cada país, como la doctrina de uso justo en Estados Unidos.

### Estándar internacional
El Convenio de Berna para la Protección de las Obras Literarias y Artísticas (Convenio de Berna de 1886) es el tratado internacional que provee el ámbito de protección de los derechos de autor de los videojuegos. Esta protección puede derivarse de la amplia definición de "obra literaria y artística" que figura en el Artículo 2 del Convenio, que dice:
La expresión "obras literarias y artísticas" incluirá toda producción en el ámbito literario, científico y artístico, sea cual sea el modo o forma de su expresión, como libros, folletos y otros escritos; conferencias, discursos, sermones y otras obras de naturaleza similar; obras dramáticas o dramático-musicales; obras coreográficas y entretenimientos en mimo; composiciones musicales con o sin palabras; obras cinematográficas a las que se asimilan obras expresadas por un proceso análogo a la cinematografía; obras de dibujo, pintura, arquitectura, escultura, grabado y litografía; obras fotográficas a las que se asimilan obras expresadas por un proceso análogo a la fotografía; obras de arte aplicado; ilustraciones, mapas, planos, bocetos y obras tridimensionales relacionadas con la geografía, topografía, arquitectura o ciencia.
Este estándar trata todo el juego como un componente singular, pero no define qué estaría cubierto por dicha protección y qué estaría excluido. La OMPI ha reconocido la complejidad inherente a la protección de los videojuegos por derechos de autor, diciendo: "Aunque el Artículo 2 de la Convención de Berna proporciona una base sólida para la elegibilidad de protección de los videojuegos por derechos de autor, de hecho, son obras complejas de autoría, potencialmente compuestas de múltiples obras con derechos de autor". La OMPI también ha afirmado en uno de sus informes que "no hay una clasificación clara de los videojuegos y su protección variará dependiendo de cada juego en particular y de los elementos que formen parte de él. En este sentido, los videojuegos pueden ser tratados como programas informáticos y, por lo tanto, se clasifican como obras de autoría; en ese caso, el código fuente de un videojuego se clasifica como obra literaria. Si predomina la autoría pictórica o gráfica, un videojuego puede ser clasificado como una obra de artes visuales. De manera similar, si predomina la autoría cinematográfica o audiovisual, un videojuego puede ser clasificado como una obra cinematográfica/audiovisual".

### Estándares Nacionales
La OMPI ha escrito lo siguiente sobre la protección de derechos de autor en diferentes países y jurisdicciones: "Para algunos países, los videojuegos son predominantemente programas de computadora, debido a la naturaleza específica de las obras y su dependencia del software. Mientras que en otras jurisdicciones, la complejidad de los videojuegos implica que se les otorgue una clasificación distributiva. Finalmente, algunos países consideran que los videojuegos son fundamentalmente obras audiovisuales".

#### Unión Europea
La Unión Europea (UE), como una entidad que reúne a varios países miembros, establece directrices para los derechos de autor y otras formas de protección de la propiedad intelectual. Estas directrices se transforman luego en leyes a nivel nacional, lo que permite a cada país incluir restricciones adicionales basadas en las directrices de la UE. Ha habido varias directivas de la UE relacionadas con los derechos de autor con impacto en los videojuegos. Sin embargo, la Directiva sobre programas informáticos de 1991 es fundamental para la protección de los derechos de autor de los videojuegos, asegurando la salvaguarda de su código fuente y todas las partes que lo conforman en un formato fijo, como en un disco óptico o circuito impreso.
Los aspectos audiovisuales y otros elementos creativos dentro de un juego en sí no están directamente cubiertos por las directivas de la UE, pero se han integrado en las leyes nacionales gracias al Convenio de Berna, del cual la UE y sus Estados miembros forman parte. En virtud de estas leyes, los videojuegos son considerados expresamente como obras cinematográficas o, más ampliamente, como obras audiovisuales.
En al menos un caso en el Tribunal de Justicia Europeo, se ha establecido una decisión similar a la de Estados Unidos: las ideas y conceptos de juego no pueden ser objeto de derechos de autor, pero su forma de expresión puede merecer protección bajo los derechos de autor. 
Las patentes de software y videojuegos, no se obtienen fácilmente en la Unión Europea, a menos que se pueda demostrar que existe un efecto técnico significativo más allá de la interacción del hardware y el software. 

## Patentes

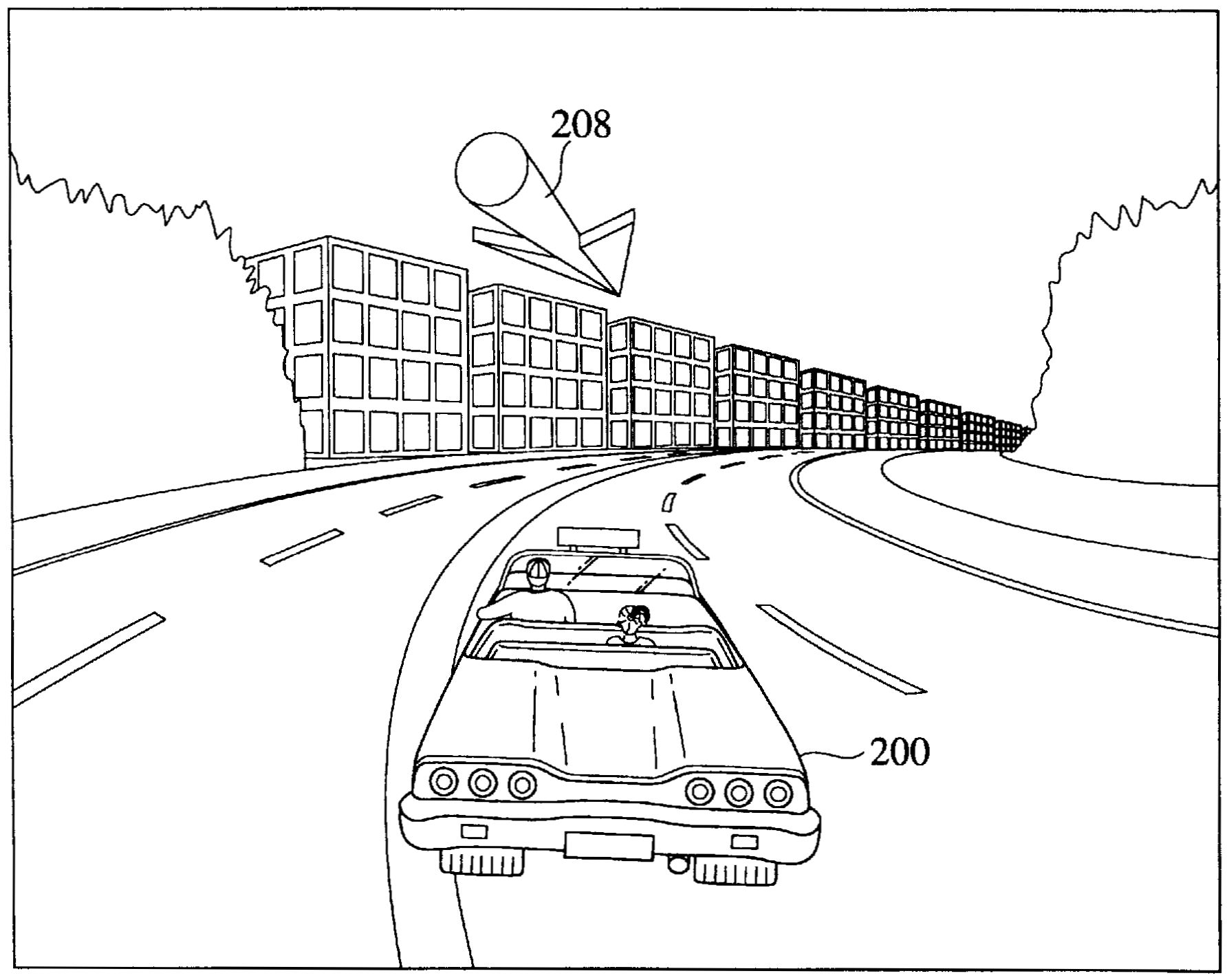
Sega patentó la mecánica central de juegos como Crazy Taxi para evitar la clonación.

Las patentes se utilizan con frecuencia para proteger las consolas de hardware contra la clonación. Aunque las patentes no cubren elementos como la forma y el diseño de una consola, pueden usarse para proteger el hardware interno y los componentes electrónicos, como hizo Magnavox al comienzo de los clones de juegos arcade y consolas domésticas. Es importante señalar que muchas de las patentes para el Famicom y el NES expiraron en 2003 y 2005, respectivamente, lo que llevó a la aparición de más clones de hardware en el mercado gris en poco tiempo. Sin embargo, Nintendo incorporó otras protecciones de propiedad intelectual a su sistema, específicamente el sistema de bloqueo 10NES, cubierto por la ley de derechos de autor, que permitía que solo se jugaran juegos autorizados en su hardware.
Con menos frecuencia, se han utilizado patentes para proteger elementos de software de videojuegos. Es destacable que Sega presentó una patente en Estados Unidos en 1998 para los conceptos de jugabilidad en Crazy Taxi. Posteriormente, la empresa demandó a Fox Interactive por infracción de patente debido a su título The Simpsons: Road Rage, argumentando que el último juego fue desarrollado para "copiar e imitar deliberadamente" el juego Crazy Taxi. El caso finalmente se resolvió fuera de los tribunales. Otros ejemplos conocidos de patentes de jugabilidad incluyen los minijuegos en pantallas de carga presentados por Namco, la rueda de elección de diálogo utilizada en los juegos Mass Effect de Bioware, el katamari de los juegos Katamari Damacy de Bandai Namco y el sistema Némesis de Middle-earth: Shadow of Mordor de Warner Bros. Interactive Entertainment.
Algunas compañías han optado por utilizar marcas comerciales para evitar clones y copias no autorizadas. En particular, King obtuvo una marca registrada en Estados Unidos para la palabra "Candy" en el ámbito de los videojuegos para protegerse de clones y evitar confusión entre los jugadores con su juego Candy Crush Saga. También intentaron bloquear el uso de la palabra "Saga" en la solicitud de marca comercial de The Banner Saga por razones similares, a pesar de que los juegos no tienen elementos comunes. En la Unión Europea, es posible registrar una marca comercial que incluya elementos multimedia, lo que permitiría a un desarrollador o editor registrar un elemento de jugabilidad específico que sea novedoso respecto a juegos anteriores, ofreciendo así una ruta diferente para proteger su trabajo de la clonación. Por ejemplo, Rebellion Developments presentó una solicitud para registrar su mecánica de "Kill Cam" como marca comercial de su serie Sniper Elite en octubre de 2017, aunque hasta febrero de 2018 la solicitud aún estaba siendo revisada.

## Uso de licencias
Un aspecto relacionado de los videojuegos y la propiedad intelectual es la licencia de otras propiedades para usar dentro del videojuego. Esto puede adoptar muchas formas potenciales:
- Algunos juegos son desarrollados como complementos al lanzamiento de otra propiedad para ayudar con la promoción y el marketing de esa propiedad, como sucedió con Superman 64, que se utilizó como complemento de la serie animada Superman: The Animated Series. En otros casos, los juegos pueden simplemente utilizar el entorno con licencia fuera de la función de complemento, como en el caso de Batman: Arkham Asylum.[23]
- Muchos juegos incorporan música contemporánea existente de bandas y músicos famosos, cada uno de los cuales debe tener licencia individual. Esto es común en la mayoría de los juegos de ritmo como Guitar Hero, así como una característica común en Grand Theft Auto y varios clones de GTA para la música reproducida en una estación de radio dentro del juego.
- Varios juegos de crossover incorporan personajes, entornos y otros elementos de otros videojuegos que comúnmente están fuera del ámbito de propiedad intelectual del editor, como es el caso de la serie Super Smash Bros.

Este tipo de licencias tiende a plantear un problema para la retención y preservación de videojuegos, especialmente en servicios de descarga digital. A veces, los editores pueden asegurar derechos perpetuos sobre una propiedad con licencia, como en el caso de Ubisoft con el nombre Tom Clancy. De lo contrario, con licencias de tiempo limitado, los editores generalmente están obligados a retirar el juego de la venta al finalizar ese período, aunque los propietarios existentes del juego a menudo conservan el derecho a volver a descargar y usar el juego según sea necesario.
Por ejemplo, la serie Forza Motorsport incluye modelos realistas de numerosos modelos de automóviles existentes que tienen licencia de los fabricantes de automóviles. Estas condiciones de licencia son limitadas, lo que obliga a Microsoft, el editor, a retirar el juego de la venta aproximadamente cuatro años después de su lanzamiento. Microsoft ha establecido generalmente un modelo de desarrollo en el que, cuando la última versión de Forza está a punto de ser retirada, se lanza la próxima versión con un inicio fresco en las licencias de automóviles.
Por ejemplo, Grand Theft Auto IV tuvo que actualizar el juego para todos los propietarios digitales y eliminar canciones de la banda sonora cuya licencia de diez años había expirado.